# 舊制第三高等學校
| 第三高等學校 （三高） | 第三高等學校 （三高） |
| --------------------- | --------------------- |
| 創立                  | 1885年                |
| 所在地                | 京都市                |
| 初代校長              | 折田彥市              |
| 廢校                  | 1950年                |
| 同學會                | 三高同學會            |

舊制第三高等學校（日语：／ Kyūsei-Daisan-Kōtōgakkō），簡稱三高，為現在京都大學前身之一的舊制高等學校，第一任校长为折田彦市。旧制第三高等学校历史可追溯至1869年德川幕府于大阪开设的“舍密局”。1901年后，第三高等学校的医学部独立为旧制冈山医学专门学校（今冈山大学医学部）。二战后，第三高等学校并入京都大学，设备与师资主要用于京都大学的低年级通识教育。
与第一高等学校被称为“向陵”相对，第三高等学校因坐落于吉田山（神乐冈）而被称为“神陵”。同时，与第一高等学校的口号“自治”相对，第三高等学校以“自由”作为学校的精神。

## 沿革
- 1869年（明治2年） 大阪設置舍密局。
- 1870年（明治3年） 化學所→理學所→開成所→
- 1872年（明治5年） 第四大學區第一番中學→
- 1873年（明治6年） 第三大學區第一番中學→開明學校→
- 1874年（明治7年） 大阪外國語學校→大阪英語學校。
- 1879年（明治12年） 大阪専門學校。
- 1880年（明治13年） 大阪中學校。
- 1885年（明治18年） 大學分校。
- 1886年（明治19年） 設立第三高等中學校。
- 1887年（明治20年） 岡山縣立醫學校改稱為第三高等中學校醫學部（位於岡山榮町）。
- 1889年（明治22年） 第三高等中學校由大阪市東區（現中央區）移往京都市上京區（現左京區）。並在已有的醫學部增設法學部。
- 1893年（明治27年） 第三高等中學校升格為第三高等學校。預科與中學部廢除。設立工學部。
- 京都帝國大學設立（1897年）之前，恢復設立大學預科。1901年廢除法學部與工學部。醫學部則遷往岡山大學。
- 1949年（昭和24年） 京都帝國大學設立，從此改稱分校。
- 1950年（昭和25年） 第三高等學校最後一批學生畢業，正式廢除。
  - 1954年（昭和29年） 分校改稱教養部。
  - 1991年（平成3年） 教養部設立人類、環境學研究科。
  - 1992年（平成4年） 教養部改組為總合人類學部。教養部廢除。
  - 2003年（平成15年） 總合人類學部與人類、環境學研究科合併。

## 歷代校長
- 初代 中島永元（1886年4月-1887年4月）
- 2代 折田彥市（1887年4月-1910年11月）
  - 事實上的初代校長。
- 3代 酒井佐保（1910年11月-1918年12月）
- 4代 金子詮太郎（1919年1月-1922年8月）
- 5代 森外三郎（1922年8月-1931年1月）
- 6代 溝淵進馬（1931年1月-1935年9月）
- 7代 森總之助（1935年9月-1941年4月）
- 8代 前田鼎（1941年4月-1946年）
- 9代 落合太郎（1946年12月-1949年5月）
- 10代 島田退藏（1949年6月-1950年3月）

## 出身名人

### 學術
- 湯川秀樹（理論物理學家、諾貝爾物理學獎得主）
- 朝永振一郎（物理學家、諾貝爾物理學獎得主）
- 江崎玲於奈（物理學家、諾貝爾物理學獎得主）
- 高木貞治（數學家、文化勳章）
- 岡潔（數學家、文化勳章）
- 今西錦司（人類學家、文化勳章）
- 河盛好藏（法國文學專家、文化勳章）
- 濱田耕作（考古學家、京都帝國大學校長）
- 羽田亨（東洋史學家、文化勳章）
- 鳥養利三郎（電子工程專家、京都大學校長）
- 瀧川幸辰（刑法學者、京都大學校長）
- 末川博（民法學者、立命館大學校長）
- 大河内一男（勞動經濟學家、東京大學校長）
- 奥田東（土壤肥料學家、京都大學校長）
- 岡本道雄（醫學家、京都大學校長）
- 安藤廣太郎（農學者、文化勳章）
- 古畑種基（法醫學家、文化勳章）
- 八木秀次（無線通信學家、文化勳章）
- 緒方知三郎（病理學家、文化勳章）
- 藪田貞治郎（農化學家、文化勳章）
- 藤田豐八（東洋史學家）
- 喜田貞吉（日本史學家）
- 笹川臨風（日本史學家）
- 林鶴一（數學家）
- 姊崎正治（宗教學家）
- 伊波普猷（民俗學家、沖繩學創始者）
- 厨川白村（英文學者）
- 橋本進吉（國學者）
- 高木市之助（國學者）
- 山本一清（天文學家）
- 園正造（數學家）
- 脇村義太郎（經濟學家、日本學士院院長）
- 下村寅太郎（哲學家）
- 服部之總（歷史學家）
- 緒方富雄（血清學家、緒方洪庵的曾孫）
- 西堀榮三郎（化學家、登山家、第1次南極越冬隊隊長）
- 中野好夫（英文學者）
- 神田喜一郎（東洋史學家）
- 貝塚茂樹（東洋史學家）
- 赤松俊秀（日本史學家）
- 吉川幸次郎（中國文學家）
- 小川環樹（中國文學家）
- 新村猛（法國文學專家）
- 櫻田一郎（高分子化學者、文化勳章）
- 桑原武夫（法國文學專家、文化勳章）
- 中村吉治（歷史學家、日本農民史專家）
- 大塚久雄（經濟史學家、文化勳章）
- 西山卯三（建築學家）
- 四手井綱英（森林生態學家）
- 辻清明（政治學專家、行政學專家）
- 豬木正道（政治學專家）
- 田畑茂二郎（國際法專家）
- 林屋辰三郎（歷史學家、日本中世文化史）
- 會田雄次（西洋史學家）
- 今津晃（美國史學家）
- 島田虔次（東洋史學家）
- 近藤次郎（應用數學家、文化勳章）
- 梅棹忠夫（文化人類學家、文化勳章）
- 川喜田二郎（文化人類學家）
- 尾藤正英（歷史學家、江戸思想史）
- 多田道太郎（法文專家）
- 杉捷夫（法文專家）
- 萩原延壽（歷史學家）
- 西田直二郎（歷史學家、日本史）
- 宮田光雄（政治思想史學家）
- 久木幸男（歷史學家、日本教育史）
- 中山健男（憲法專家）
- 持田豐（工程專家、日本鐵路建設公團青函隧道建設局長）
- 沼正作（生化學家）
- 石井威望（系統工學專家）
- 藤澤令夫（哲學家）
- 栗津則雄（法文專家）

### 文化
- 鈴木三重吉（兒童文學家）
- 梶井基次郎（小說家）
- 織田作之助（小說家）
- 武田麟太郎（小說家）
- 三好達治（詩人）
- 丸山薫（詩人）
- 北川冬彥（詩人）
- 富士正晴（詩人、小說家）
- 安東次男（詩人）
- 淺野晃（詩人）
- 野間宏（小說家）
- 田宮虎彥（小說家）
- 外村繁（小說家）
- 隆慶一郎（劇本家、小說家）
- 古山高麗雄（小說家）
- 大宅壯一（評論家）
- 森毅（數學家、評論家）
- 中井正一（美學家）
- 松田道雄（醫師、育兒評論家）
- 小口太郎（歌人]）
- 上田三四二（歌人）
- 物集高量（小說家）
- 高濱虛子（俳人）
- 河東碧梧桐（俳人）
- 山口誓子（俳人）
- 日野原重明（聖路加國際醫院名譽院長）
- 小松左京（科幻小說作家）
- 小西得郎（職業棒球教練、棒球球評）
- 田坂具隆（電影導演）
- 松村禎三（作曲家）
- 須田國太郎（西洋畫家）

### 政治
- 濱口雄幸（内閣總理大臣）
- 幣原喜重郎（内閣總理大臣）
- 片山哲（内閣總理大臣）
- 永田秀次郎（拓務大臣、鐵道大臣）
- 山本宣治（眾議院議員）
- 赤松克麿（眾議院議員）
- 麻生久（眾議院議員、社會大眾黨黨魁）
- 藤井真信（大藏大臣、大藏次官）
- 小笠原三九郎（商工大臣、農林大臣、通商產業大臣、大藏大臣）
- 村上義一（運輸大臣）
- 水谷長三郎（商工大臣）
- 周東英雄（農林大臣、經濟安定本部總務長官、自治大臣）
- 高倉輝（眾議院議員、參議院議員、小說家）
- 岸田幸雄（參議院議員、首任普選兵庫縣知事）
- 村山道雄（參議院議員、首任普選山形縣知事）
- 吉江勝保（參議院議員、首任普選山梨縣知事）
- 太田典禮（眾議院議員、晩年推廣安樂死）
- 山縣勝見（國務大臣、厚生大臣）
- 古井喜實（厚生大臣、法務大臣、内務次官）
- 早川崇（自治大臣、國家公安委員長、勞動大臣、厚生大臣）
- 木村俊夫（内閣官房長官、外務大臣）
- 小山長規（環境廳長官、運輸大臣）
- 江藤智（運輸大臣、日本國有鐵道札幌鐵路管理局長）
- 谷垣専一（文部大臣、農林官僚）
- 村田敬次郎（通商產業大臣、自治大臣）
- 上田稔（環境廳長官、建設省河川局長）
- 松本十郎（眾議院議員、大藏省印刷局長）
- 永末英一（眾議院議員、民社黨委員長）
- 中西一郎（國務大臣、經濟企劃廳國民生活局長）
- 植木光教（總理府總務長官、沖繩開發廳長官）
- 渡邊朗（眾議院議員、民社黨國際局長）
- 八木大介（參議院議員、サラリーマン新黨副代表）

### 法律
- 草野豹一郎（法官、律師）
- 村上朝一（最高法院院長）
- 藤林益三（最高法院院長）
- 矢口洪一（最高法院院長）
- 垂水克己（最高法院法官、東京高等法院院長）
- 山田作之助（最高法院法官、神戸律師協會會長）
- 高辻正己（最高法院法官、内閣法制局局長）
- 大塚喜一郎（最高法院法官、日本律師聯合會事務校長、第一東京律師會會長）
- 藤井五一郎（初代公安調査廳長官）
- 岸本義廣（東京高等檢察廳檢察長）
- 辻辰三郎（最高法院檢察署檢察總長）
- 安原美穂（最高法院檢察署檢察總長）
- 大江兵馬（東京地檢署特搜部部長）

### 行政
- 岡本英太郎（農商務省次官、商工組合中央金庫董事長）
- 奥田良三（奈良縣知事）
- 栗屋謙（文部省次官）
- 河原春作（文部省次官）
- 井出成三（文部省次官）
- 石黑英彥（文部省次官）
- 宮田光雄（警視總監、内閣書記官長）
- 塚本清治（内務省次官、内閣書記官長）
- 下岡忠治（内務省次官）
- 篠原英太郎（内務省次官）
- 竹内可吉（商工省次官、企劃院總裁、軍需省次官）
- 松田太郎（商工省次官）
- 豐田雅孝（商工省次官、商工組合中央金庫董事長）
- 德永久次（通產省事務次官）
- 中野哲夫（通產省2代目企業局長（のちの產政局長））
- 本田早苗（通產省企業局長、丸善石油社長）
- 岩武輝彥（中小企業廳長官）
- 伊原義德（科學技術廳事務次官）
- 門脇季光（外務省事務次官）
- 奥村勝藏（外務省事務次官）
- 村田良平（外務省事務次官）
- 原田健（駐教廷大使(1942-46)、駐義大利大使、宮内廳式部官長）
- 中江要介（駐中國大使(1984-87)）
- 有光次郎（文部省事務次官、日本藝術院院長）
- 北川力夫（厚生勞動省事務次官）
- 渡邊喜久造（國稅廳長官）
- 吉田太郎一（財務官）
- 尾崎英二（國際通貨基金理事）
- 海堀洋平（日銀政策委員、大藏省主計局次長）
- 江口見登留（初代厚生勞動省事務次官、警視總監、警察預備隊本部次長）
- 鈴木俊一（東京都知事）
- 柴田護（總務省事務次官）
- 大國彰（總務省事務次官）
- 加藤陽三（防衛省事務次官、眾議院議員）
- 久保卓也（防衛省事務次官]]）
- 竹岡勝美（防衛廳官房長）
- 小幡久男（防衛施設廳長官）
- 佐柳藤太（千葉縣知事、内務官僚）
- 有吉忠一（朝鮮總督府政務總監、内務官僚）
- 伊澤多喜男（警視總監、台灣總督、内務官僚）
- 古海忠之（滿州國總務廳次長、大藏官僚）
- 島田叡（沖縄縣知事、内務出身）
- 岡田宇之助（佐賀縣知事、住友財閥理事）
- 池原鹿之助（大阪市助役、内務官僚）
- 河田貫三（大藏省丸龜稅務監督局長）
- 黑崎定三（法制局長官）
- 高岡健治（内閣書記官長）
- 富田健治（内閣書記官長）
- 南波杢三郎（内務省警保局保安課長、檢察官出身）
- 下山定則（日本國有鐵道首任總裁）
- 天坊裕彥（國鉄副總裁、參議院議員）
- 小倉武一（農林事務次官、政府稅制調査會會長）
- 中村大造（運輸省事務次官、新東京國際空港公團總裁、全日本空輸送社長）
- 藤井崇治（電氣廳長官）
- 岩澤忠恭（建設省事務次官、參議院議員）
- 稲浦鹿藏（建設省事務次官、參議院議員）
- 湯川宏（大阪府副知事、厚生勞動官僚出身。眾議院議員）
- 竹内直一（日本消費者聯盟代表、農林官僚出身）
- 當間重剛（琉球政府行政主席）
- 中西陽一（石川縣知事）
- 黑田了一（大阪府知事）
- 林田悠紀夫（京都府知事）
- 立木勝（大分縣知事）
- 大島靖（大阪市市長）

### 經濟
- 矢野恒太（第一生命創業者 / 第三高等中學校畢業）
- 馬場恒吾（讀賣新聞社社長 / 第三高等中學校畢業）
- 高橋龍太郎（日本大樓大王）
- 石川芳次郎（京福電氣鉄道首任社長）
- 原邦造（帝都高速度交通營團初代總裁、日本航空董事長）
- 池田龜三郎（三菱油化董事長）
- 淺田長平（神戸製鋼所董事長）
- 久留島秀三郎（同和礦業社長、日本男童軍聯盟理事長）
- 大和田悌二（日本曹達社長、日本電信電話公社經營委員長）
- 木下又三郎（王子製紙董事長）
- 廣瀬經一（北海道拓殖銀行董事長、原大藏官僚）
- 田路舜哉（住友商事初代社長）
- 土井正治（住友化學工業會長）
- 鈴木剛（ 朝日放送社長）
- 阿部孝次郎（東洋紡織董事長、關西經濟連合會會長）
- 鹿島守之助（鹿島建設董事長、前外交官）
- 北川一榮（住友電氣工業董事長）
- 一本松珠璣（日本核能發電社長）
- 福田千里（大和證券董事長）
- 廣田壽一（住友金屬工業董事長）
- 加藤辨三郎（協和發酵工業創業者）
- 栗本順三（栗本鐵工所董事長、阪神高速道路公團初代理事長）
- 井口竹次郎（大阪瓦斯董事長）
- 谷口豐三郎（東洋紡董事長）
- 佐伯勇（近畿日本鐵道董事長）
- 外島健吉（神戸製鋼所社長）
- 島本融（日銀政策委員、海外派駐財務官）
- 寺尾威夫（大和銀行董事長）
- 工藤信一良（太平洋聯盟會長、毎日新聞社副社長）
- 湯淺佑一（臺灣湯淺電池董事長、關西經濟同友會代表幹事）
- 森壽五郎（丸善石油董事長、關西電力副社長）
- 田中敦（倉敷紡績社長）
- 四本潔（川崎重工業董事長）
- 柴山幸雄（住友商事社長）
- 池田芳藏（三井物產董事長、日本放送協會會長）
- 乾昇（住友金屬工業社長）
- 菊池稔（東京海上火災保險社長）
- 岡田貢助（川崎汽船社長）
- 吉村勘兵衛（日本長期信用銀行頭取）
- 増田元一（國際電信電話社長）
- 田鍋健（積水房屋社長）
- 磯田一郎（住友銀行董事長）
- 宇野収（東洋紡董事長、關西經濟連合會會長）
- 高木盛久（日本電視台社長）
- 中村金夫（日本興業銀行董事長）
- 品川正治（日本火災海上保險會長）
- 轉法輪奏（三井商船董事長）
- 植田新也（產業經濟新聞社社長）
- 八城政基（新生銀行會長）

### 台籍人士
- 彭明敏
- 林茂生

## 外部連結
- 華麗なる旧制高校巡禮 – 舊制第三高等學校